# Commonwealth Bank
Commonwealth Bank of Australia (CBA) er en australsk multinational bank med forretning i Australien, New Zealand, Asien, Amerika og Storbritannien. De tilbyder en universel bankforretning.
Den blev etableret i 1911 af Australiens regering og i 1996 blev den helt privatiseret.